# Nanilla
Nanilla – rodzaj chrząszczy z rodziny kózkowatych i podrodziny zgrzypikowych.

## Zasięg występowania
Przedstawiciele tego rodzaju występują na Kubie oraz Gwadelupie.

## Systematyka
Do Nanilla należą 4 gatunki:
- Nanilla delauneyi,
- Nanilla globosa,
- Nanilla terrestris,
- Nanilla tuberculata.